# 맥케이 (가수)
맥케이 김(McKay Kim, 1993년 11월 23일 ~ ) 또는 맥케이(McKay)는 한국계 미국인 가수이다. 한국어명은 김주현이다.

## 음반 목록

### 싱글
- "Angel 2 Me" (2015)
- "Month of June" (2015)

## 출연 작품

### 텔레비전 프로그램
- 《K팝스타 2》 (2012-2013) - 참가자